# M. Stanley Whittingham
M. Stanley Whittingham là một nhà hóa học người Anh. Ông hiện là giáo sư hóa học và là giám đốc của cả Viện nghiên cứu vật liệu và chương trình Khoa học và Kỹ thuật vật liệu tại Đại học Binghamton, một phần của Đại học Bang New York. Ông đã được trao giải Nobel hóa học năm 2019 cùng với John B. Goodenough và Akira Yoshino với những đóng góp trong phát triển pin lithium-ion.

## Học vấn
Whittingham học tại Trường Stamford ở Lincolnshire từ năm 1951-1960, trước khi đến New College, Oxford để đọc Hóa học. Tại Đại học Oxford, ông đã lấy bằng cử nhân (1964), MA (1967) và DPhil (1968). Sau khi hoàn thành nghiên cứu sau đại học, Whittingham là nghiên cứu sinh sau tiến sĩ tại Đại học Stanford cho đến năm 1972. Sau đó, ông làm việc cho Công ty Nghiên cứu & Kỹ thuật Exxon từ năm 1972 đến năm 1984. Sau đó, ông đã dành bốn năm làm việc cho Schlumberger trước khi trở thành giáo sư tại Đại học Binghamton.